# استخماد التألق
اٍستخماد التألق (بالإنجليزية: Quenching or Fluorescence quenching)‏ يشير إلى أي عملية تقلل كثافة تألق مادة معينة.
وهناك عدة أسباب لهذا الإخماد اما بسبب موجود مركب يمتص الإشعاع أو ان المركب الذي يصدر الفلورة التألق ينقل الطاقة إلى شكل حراري وليس على شكل تألق.

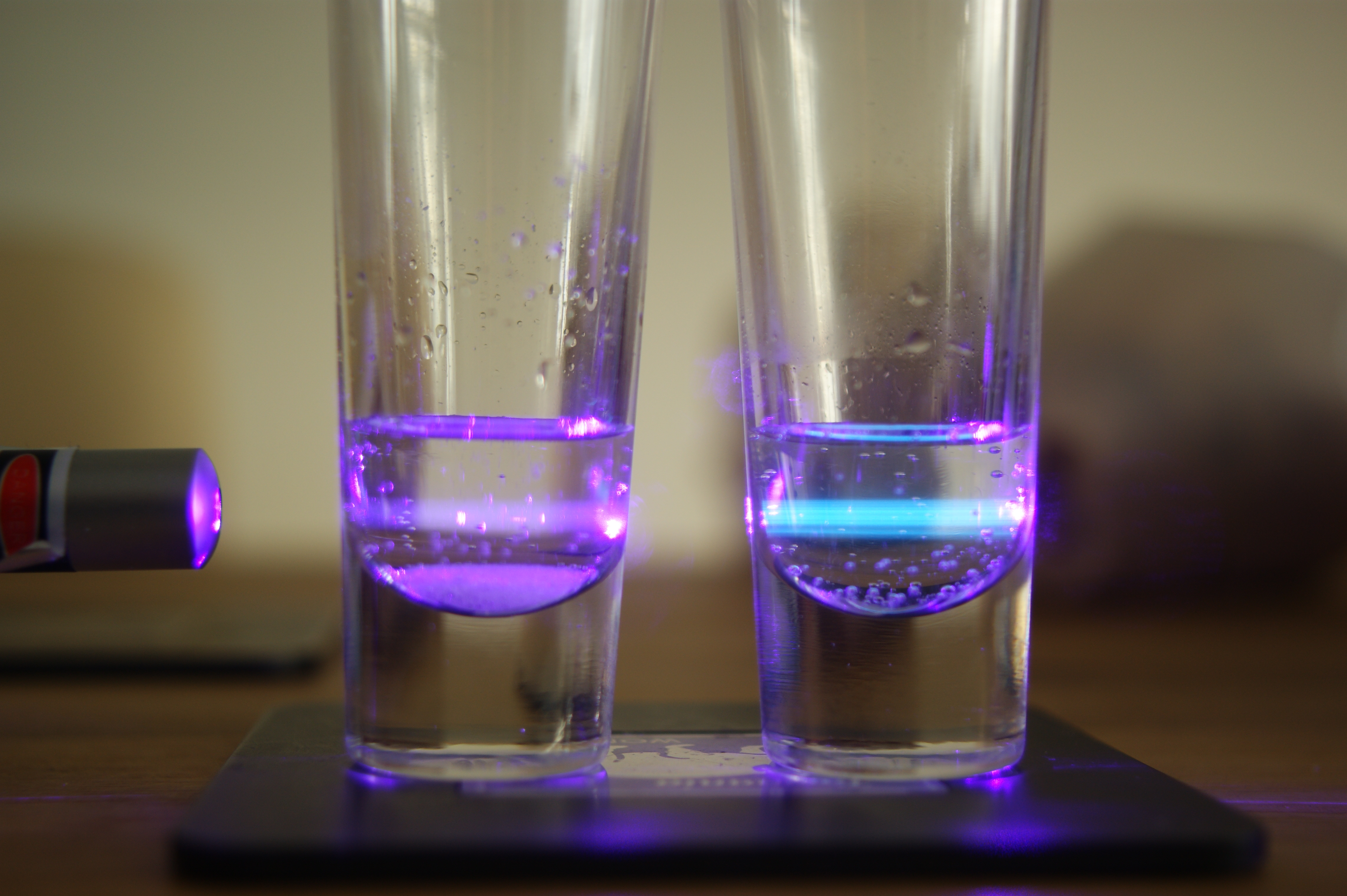
عينتان من الكينين مذابتان في الماء باستخدام ليزر بنفسجي (على اليسار) يضيء كليهما. عادةً ما يتوهج الكينين باللون الأزرق، وهو ما يمكن رؤيته في العينة اليمنى. تحتوي العينة اليسرى على أيونات الكلوريد التي تطفئ فلورسنت الكينين، لذا فأن العينة اليسرى لا تتوهج بشكل واضح (الضوء البنفسجي هو مجرد ضوء ليزر مبعثر).